# Белов, Василий Дмитриевич
Васи́лий Дми́триевич Бело́в (1820-е годы — 1910) — русский экономист и общественный деятель.

## Биография
Родился в Нижнем Тагиле в семье Дмитрия Васильевича Белова и его жены Агнессы Соломоновны. У Василия было ещё четыре брата — Иван, Александр, Николай и Владимир, а также две сестры — Елизавета и Хиония. Его отец окончил Выйское техническое училище и около 15 лет являлся управляющим заводов Тагильского округа; он относился к высшему слою вольноотпущенных служащих и был воспитан в духе преданности своим заводовладельцам.
Василий также обучался в Выйском техническом училище. Затем, по разным данным, учился на юридическом факультете Петербургского или Казанского университетов. О деятельности Белова после окончания университета, с 1850 по 1870 годы, — сведений тоже нет, предполагается, что он уже обладал достаточными знаниями и опытом, а также общественным авторитетом. Изучал экономику и историю горнозаводского Урала, был действительным членом Уральского общества любителей естествознания (УОЛЕ) с 1871 года. С 1870 по 1873 годы он занимал пост первого председателя Верхотурской земской управы.
Управа под его председательством вопросами народного образования и здравоохранения, благоустройства населённых пунктов в уезде, распространением агрономических и технических знаний, помощи местной торговле и другими. Под руководством В. Д. Белова верхотурским земством в Нижнем Тагиле были проведены съезды учителей — в 1872 и 1874 годах. В работе второго принимал участие брат Василия Дмитриевича — Иван Дмитриевич. Его усилия на благо народного образования, не были забыты. Так 27 сентября 1906 года очередным 37-м земским собранием было постановлено:

Присвоить начальным народным школам, открываемым в Верхотурском уезде в 1906 г., название школ имени первого председателя земской управы Василия Дмитриевича Белова ввиду понесенных им трудов на дело народного образования… Ходатайствовать о присвоении открытым в 1906 г. училищам — Алапаихинскому, Балакинскому Верхне-Салдинской волости, Боровскому, Ерзовскому, Кабаковскому Топорковской волости, Лайскому деревенскому и Талицкому — имени В. Д. Белова. От господина Пермского губернатора… к удовлетворению этого ходатайства препятствий не встречается. Управа сделала распоряжение о приведении постановления в отношении присвоения вышеназванным школам имени В. Д. Белова в исполнение.

В 1876 году В. Д. Белов переехал в Петербург, где работал управляющим главной Санкт-Петербургской конторы заводчиков Демидовых, а затем — уполномоченным Лысьвенских заводов графа Шувалова. Будучи одновременно юрисконсультом Тагильских заводов он работал над магистерской диссертацией, которую защитил в 1880-х годах и стал кандидатом прав. Был членом Общества содействия русской промышленности и торговле, участником первых съездов горнопромышленников России. Популяризируя бухгалтерский учёт, был постоянным автор журнала «Счетоводство». В 1901 году Белов перешёл на службу в Министерство финансов, где занимался вопросами промышленности.

Василий Дмитриевич Белов — первый русский чистый теоретик учёта.

Умер в Санкт-Петербурге 17 апреля 1910 года.
В РГИА имеются документы, относящиеся к В. Д. Белову.